# Al sur del edén
Al sur del edén es una película erótica española dirigida por Ismael González y estrenada en el año 1982. Fue rodada en Gevacolor y también es conocida por su título alternativo: Amor ardiente sobre la arena caliente.

## Sinopsis corta
Tres hermosas mujeres jóvenes tienen todo tipo de experiencias eróticas en La Manga del Mar Menor.

## Argumento
Tres hermosas jóvenes acuden a las playas del Mar Menor en La Manga. Doris, que intenta liberarse de los traficantes de drogas, acude allí a trabajar, tras haber sido violada cuando hacía autostop en el viaje. Cristina, joven millonaria, se hará amiga de Doris y aceptará el amor que le brinda Juan, joven y ardiente pescador. Maite, compartirá con ellos aventuras en aquel paraíso desnudo.